# Fombuena
Fombuena è un comune spagnolo di 15 abitanti situato nella comunità autonoma dell'Aragona.